# Chitose-Klasse
Die Chitose-Klasse (japanisch 千歳型航空母艦 Chitose-gata kōkū bokan, deutsch ‚Chitose-Klasse-Flugzeugmutterschiff‘) war eine Klasse von zwei Seeflugzeugträgern der Kaiserlich Japanischen Marine, die im Zweiten Weltkrieg zum Einsatz kamen und ab 1943 zu Leichten Flugzeugträgern umgebaut wurden.

## Geschichte

### Entwurf und Bau
Die Seeflugzeugträger der Chitose-Klasse liefen 1936 vom Stapel und waren gebaut worden um die Flotten der Kaiserlich Japanischen Marine bei der Aufklärung feindlicher Kräfte zu unterstützen. Zu diesem Zweck führten sie 24 Wasserflugzeuge der Typen Kawanishi E7K und Nakajima E8N mit, die über vier Katapulte gestartet wurden und nach ihrer Rückkehr mit Kränen zurück an Bord geholt wurden. Die Schiffe konnten einen Teil ihres Schweröls an andere Schiffe abgeben und so mit ihren knapp 29 Knoten auch als schnelle Flottentanker agieren.
Die Maschinenanlage bestand aus vier Kesseln, die zwei Dampfturbinen betrieben. So wurden bis zu 56.800 WPS (41.776 kW) entwickelt, die die Schiffe der Klasse über zwei Propeller auf 28.5 Knoten beschleunigen konnten. Zusätzlich verfügten die Schiffe über zwei Dieselmotoren.
Die Chitose-Klasse zu anderen japanischen Seeflugzeugträgern bzw. -tendern und ähnlichen ausländische Einheiten.
| Design              | Chitose                         | Mizuhō                          | Nisshin                                | Akitsushima            | Commandant Teste                      | Friesenland                   | Currituck                       |
| ------------------- | ------------------------------- | ------------------------------- | -------------------------------------- | ---------------------- | ------------------------------------- | ----------------------------- | ------------------------------- |
| Land                | Japan                           | Japan                           | Japan                                  | Japan                  | Frankreich                            | Deutsches Reich               | Vereinigte Staaten              |
| Bauzeitraum         | 1934–38                         | 1937–39                         | 1938–42                                | 1941–42                | 1927–32                               | 1936–37                       | 1942–44                         |
| Standardverdrängung | 11.200 ts                       | 11.104 t                        | 11.499 t                               | 4.725 t                | 11.500 t                              | 6.813 t                       | 14.000 ts                       |
| Länge über alles    | 201,45 m                        | 192,50 m                        | 198,50 m                               | 114,80 m               | 167,00 m                              | 140,50 m                      | 164,72 m                        |
| Breite              | 20,80 m                         | 18,84 m                         | 21,00 m                                | 15,80 m                | 27,00 m                               | 16,56 m                       | 21,11 m                         |
| Tiefgang            | 7,50 m                          | 7,10 m                          | 7,00 m                                 | 5,40 m                 | 7,40 m                                | 9,00 m                        | 6,78 m                          |
| Lfz-Ausstattung     | 4 Katapulte bis zu 24 Flugzeuge | 4 Katapulte bis zu 24 Flugzeuge | 2 Katapulte bis zu 25 Flugzeuge        | 1 Flugzeug             | 4 Katapulte bis zu 26 Flugzeuge       | 1 Katapult bis zu 2 Flugzeuge | 1 Flugzeug                      |
| Bewaffnung          | 6 × 12,7-cm 12 × 2,5-cm         | 6 × 12,7-cm 12 × 2,5-cm         | 4 × 14-cm 36 × 2,5-cm bis 700 Seeminen | 4 × 12,7-cm 4 × 2,5-cm | 12 × 10-cm 8 × 3,7-cm 12 × 13,2-mm-MG | 4 × 2-cm                      | 4 × 12,7-cm 20 × 4-cm 20 × 2-cm |

### Umbau zu Leichten Flugzeugträgern

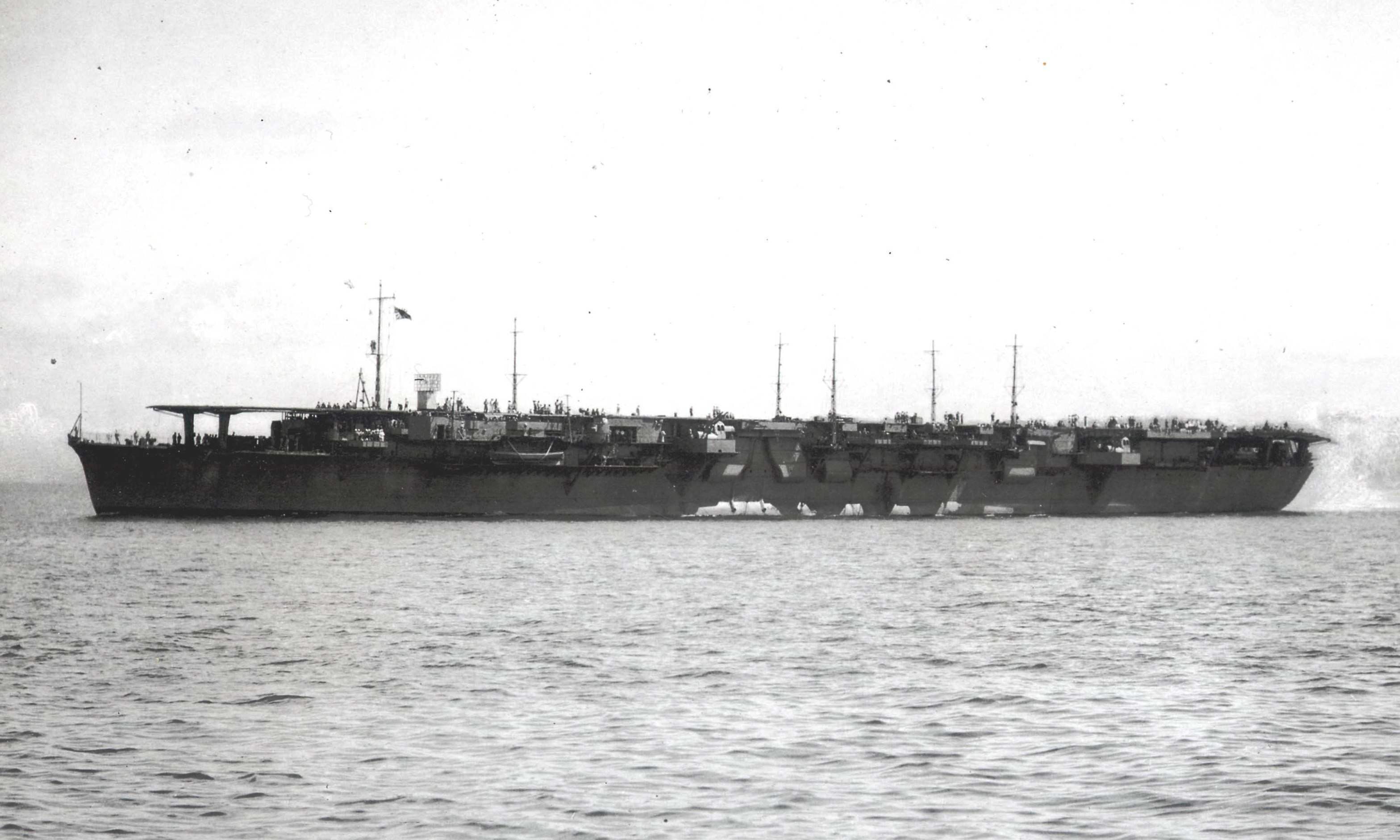
Die Chitose nach ihrem Umbau zum Leichten Flugzeugträger.

Nach dem Verlust von vier großen Flugzeugträgern in der Schlacht von Midway im Sommer 1942, wurde von der Kaiserlichen Marine ein Programm aufgelegt, mit dem diese Verluste zum Teil ausgeglichen werden sollten. Im Rahmen dieses Programms wurde auch der Umbau der beiden Seeflugzeugträger zu Flugzeugträgern beschlossen. Die Bauarbeiten wurden unter großen Zeitdruck umgesetzt, so dass sie sich im Wesentlichen auf das Aufsetzen eines Hangars auf den unveränderten Rumpf beschränkten, auf das man ein Flugdeck aus Holz aufsetzte. Zwei Aufzüge konnten Flugzeuge aus dem Hangar an Deck transportierten. Die Brücke des ursprünglichen Seeflugzeugträgers wurde nicht auf das Flugdeck gesetzt, sondern bildete den vorderen Abschluss des neuen Hangardecks, so dass sich die Hauptbrücke mit dem Kommandostand schließlich unterhalb des Flugdecks befand.
Die Umbauten dauerten rund ein Jahr. Die Leichten Flugzeugträger der Chitose-Klasse konnten je 30 Kampfflugzeuge mitführen. Das Flugdeck hatte Abmessungen von 180 × 23 Metern, an den Seiten waren je zwei Doppellafetten mit 12,7-cm-L/40 Typ 89 A1 Flugabwehrkanonen eingebaut. Zusätzlich waren insgesamt acht Drillingslafetten mit 25-mm-L/60-Typ-96-Maschinenkanonen an Backbord und Steuerbord aufgestellt worden, zwei weitere Typ-96-Drillingslafetten waren am Heck, mit Schussfeld nach Achtern, eingebaut. Der Tiefgang erhöhte sich um 30 cm auf 7,51 m, die Maschinenanlagen blieben unverändert, die Abgase der Kessel und der Dieselmotoren wurden durch Rohre nach Steuerbord abgeführt und dann unterhalb des Flugdecks seitlich aus dem Schiff geleitet. Die Dieselabgase wurden über einen eigenen Schornstein, hinter dem für die Kessel, abgeführt, so dass zwei unterschiedlich große Schornsteine an der Steuerbordwand des Hangars zu sehen waren.

## Einheiten
| Name             | Bauwerft         | Kiellegung        | Stapellauf        | Indienststellung  | Verbleib                                                                         |
| ---------------- | ---------------- | ----------------- | ----------------- | ----------------- | -------------------------------------------------------------------------------- |
| Chitose (千歳)   | Marinewerft Kure | 26. November 1934 | 29. November 1936 | 25. Juli 1938     | versenkt am 28. Oktober 1944 während der See- und Luftschlacht im Golf von Leyte |
| Chiyoda (千代田) | Marinewerft Kure | 14. Dezember 1936 | 19. November 1937 | 15. Dezember 1938 | versenkt am 25. Oktober 1944 während der See- und Luftschlacht im Golf von Leyte |

## Technische Beschreibung

### Bewaffnung
Die flugabwehrfähige Bewaffnung bestand bei Indienststellung aus vier 12,7-cm-Geschützen mit Kaliberlänge 40 des Typ 89 in Doppellafette und zwölf 2,5-cm-Maschinenkanonen Typ 96 ebenfalls in Doppellafette.
Die 12,7-cm-Geschütze erreichten eine Kadenz von rund 8 Schuss pro Minute und die maximale Reichweite betrug etwa 9,4 Kilometer bei 75° Rohrerhöhung. Die 24,5 Tonnen schwere Doppellafette war um 360° drehbar und hatte einen Höhenrichtbereich von −7° bis +75°.
Die 2,5-cm-Maschinenkanonen verschossen im Einsatz rund 110 bis 120 Schuss pro Minute, die effektive Reichweite lag bei etwa 3 Kilometern bei 85° Rohrerhöhung. Die 1,1 Tonnen schwere Doppelfafette war um 360° drehbar und hatte einen Höhenrichtbereich von −10° bis +85°.